# Kviriké IV de Kakhétie
Kviriké IV de Kakhétie (en géorgien : კვირიკე IV, Kvirike IV) est un roi de la dynastie bagratide de Kakhétie de 1084 à 1102.

## Biographie
Kviriké (Cyriaque) est le fils et successeur d’Aghsartan Ier de Kakhétie. Il règne comme vassal des Seldjoukides. La Chronique géorgienne le décrit comme  un prince « maître de ses passions et un véritable chrétien ». En fait, il semble qu’il ait été une personnalité de second plan éclipsée par le roi David IV de Géorgie qui, à la même époque, met en œuvre sa politique de restauration nationale en Géorgie.
David IV lui enlève en 1101 la citadelle de Zéda-Zaden près du confluent de l'Aragvi dans la Koura au nord de Tiflis. Kviriké IV meurt l’année suivante en transmettant le trône à son fils ou neveu Aghsartan II de Kakhétie.